# Agios Ioannis (Bezirk Limassol)
Agios Ioannis (griechisch Άγιος Ιωάννης) ist eine Gemeinde im Bezirk Limassol in Zypern. Bei der Volkszählung im Jahr 2021 hatte sie 314 Einwohner.

## Name
Das Dorf erhielt seinen Namen nach Ioannis Lampadistis. Der Überlieferung nach hielt sich dieser Heilige nur kurze Zeit im Dorf auf. Die Kirche Agios Ioannis wurde später in seinem Wohnort errichtet. Bis 1725 n. Chr. galt Ioannis Lampadistis als Schutzpatron des Dorfes.
Agios Ioannis ist auch als Agios Ioannis Pitsilias bekannt, weil es sich im geografischen Gebiet von Pitsilia befindet und als Agios Ioannis Agros, weil es sehr nahe an Agros liegt.

## Lage und Umgebung

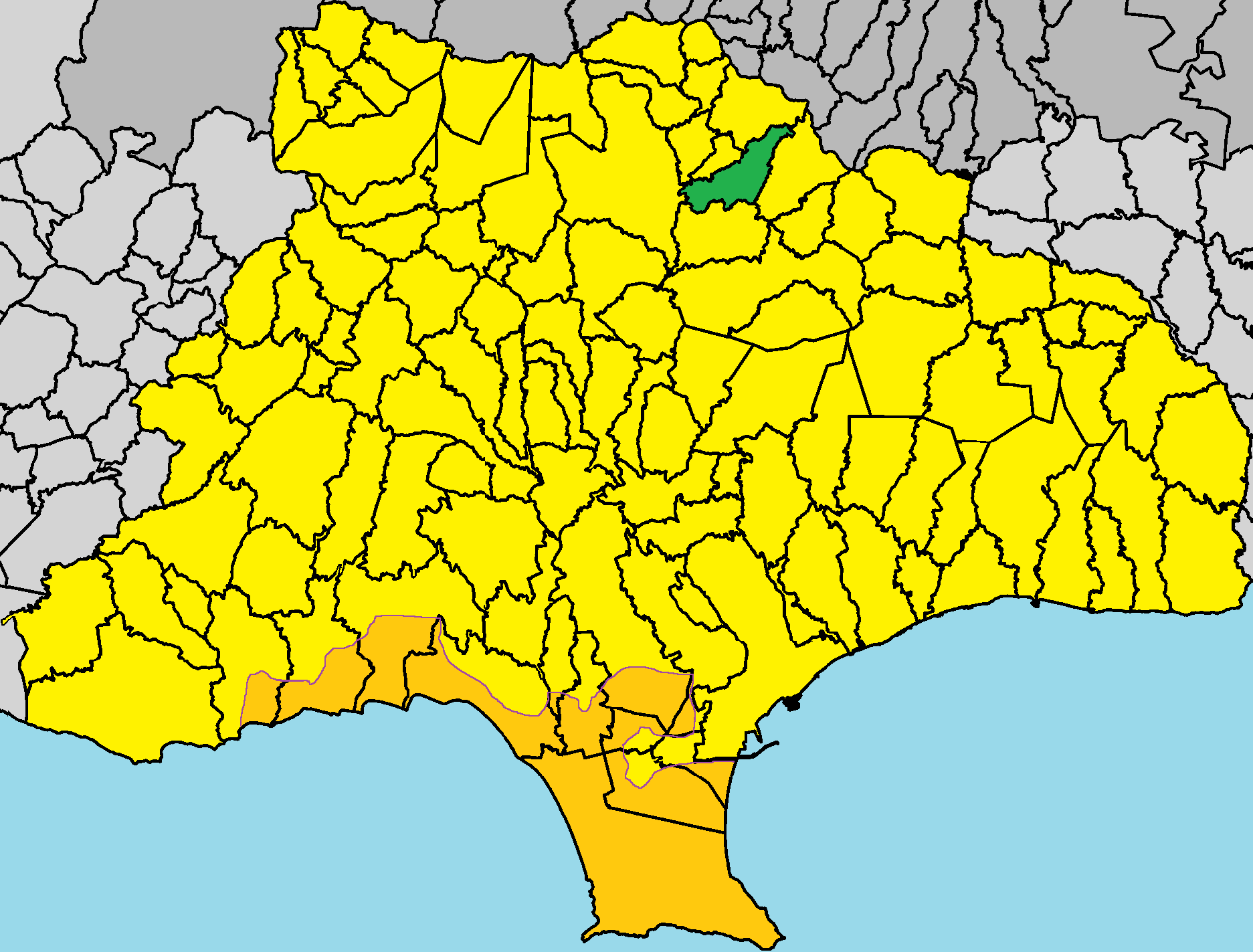
Lage im Bezirk Limassol

Agios Ioannis liegt in der Mitte der Insel Zypern auf 874 Metern Höhe, etwa 42 km südwestlich der Hauptstadt Nikosia, 21 km nördlich von Limassol und 51 km westlich von Larnaka.
Der Ort befindet sich etwa 23 km vom Mittelmeer entfernt im Inselinneren im Troodos-Gebirge. Er erscheint als traditionelles Bergdorf mit älteren Steinhäusern, einem alten Brunnen, zwei Kirchen und kleinen Kapellen.
Orte in der Umgebung sind Agros im Norden, Agios Theodoros im Osten, Zoopigi im Süden sowie Kato Mylos im Westen.

## Geschichte
Das Dorf wurde um das 12. Jahrhundert n. Chr. bewohnt. Seine Blütezeit war Ende des 19. und Anfang des 20. Jahrhunderts, als es auch eines der größten Dörfer der Region war. Über die Geschichte des Dorfes liegen keine weiteren Informationen vor. Es wird angenommen, dass Agios Ioannis der Nachfolger einer benachbarten mittelalterlichen Siedlung namens Alonatzia war, die auf mittelalterlichen Karten erscheint.
Ein wichtiges Ereignis für das Dorf war der Bau der Archangelos Michail Kirche Ende des 17. Jahrhunderts, in der die Ikone des Erzengels Michael aufgestellt wurde, die einige Jahre zuvor in den Ruinen einer alten Kapelle im Ort Alonatzia gefunden worden war, der Nachbargemeinde Kato Mylos. Laut Nearchos Clerides war Erzengel Michael der Schutzpatron der Alonatzia-Siedlung. Ab 1725 n. Chr. galt der Erzengel Michael als Schutzpatron des Dorfes, den das Dorf am 6. September und 8. November mit einem Fest feiert.

### Bevölkerungsentwicklung
| Jahr      | 1881 | 1891 | 1901 | 1911 | 1921 | 1931 | 1946 | 1960 | 1976 | 1982 | 1992 | 2001 | 2011 | 2021 |
| Einwohner | 277  | 304  | 343  | 407  | 478  | 561  | 762  | 875  | 994  | 751  | 483  | 396  | 339  | 314  |